# Dexter Faulk
 Dexter Faulk (né le 14 avril 1984) est un athlète américain spécialiste du 110 mètres haies. 

## Biographie
Le 14 juin 2009, il remporte le 110 m haies du Meeting de Berlin, première étape de la Golden League 2009, avec le temps de 13 s 18, établissant son record personnel sur la distance. Auteur de 13 s 13 trois jours plus tard lors du meeting d'Ostrava, nouveau record personnel, il se classe deuxième de la Finale mondiale de l'athlétisme à Thessalonique, derrière le champion du monde Ryan Brathwaite.
Lors des championnats des États-Unis en salle le 25 février 2012, Dexter Faulk améliore la MPMA sur 60 m haies dans un temps de 7 s 40, soit un centième de mieux que le Chinois Liu Xiang, précédent détenteur de la MPMA.

### Palmarès
| Date | Compétition        | Lieu          | Résultat | Épreuve     | Temps   |
| ---- | ------------------ | ------------- | -------- | ----------- | ------- |
| 2007 | Championnats NACAC | San Salvador  | 1er      | 110 m haies | 13 s 35 |
| 2009 | Finale mondiale    | Thessalonique | 2e       | 110 m haies | 13 s 26 |

### Records
| Épreuve     | Performance | Lieu        | Date                     |
| ----------- | ----------- | ----------- | ------------------------ |
| 60 m haies  | 7 s 40      | Albuquerque | 25 février 2012          |
| 110 m haies | 13 s 13     | Ostrava     | 17 juin 2009 25 mai 2012 |